# Flughafen Waskowo

i7
i11
i13
Der Flughafen Waskowo (russisch Аэропорт Васьково, wiss. Transliteration Aėroport Vas'kovo, ICAO-Code: ULAH) ist ein Flughafen in Russland, etwa 13 km südlich von Archangelsk. Der Flughafen ist Sitz der Zweiten vereinten Archangelsker Flugeinheit. Von Waskowo aus werden vor allem regionale Ziele angeflogen.

## Lage und Infrastruktur
Der Flughafen Waskowo befindet sich ein einem Waldgebiet, etwa 13 Kilometer südlich von Archangelsk und zwei Kilometer nördlich der gleichnamigen Siedlung Waskowo. Der Flughafen verfügt über eine 2450 m lange, 32 m breite Start- und Landebahn aus Stahlbeton mit der Ausrichtung 13/31. Von Waskowo aus können alle Helikoptertypen sowie Flugzeuge mit einem Höchstabfluggewicht von 80 Tonnen starten. Das Terminal des Flughafens befindet sich nordöstlich der Start- und Landebahn. Auf dem Gelände gibt es weder Hotels, noch Restaurants, eine Bank oder Poststelle. Der Flughafen ist durch eine Landstraße mit der russischen Fernstraße M8 verbunden. Von Archangelsk aus besteht ein regelmäßiger Busverkehr zum Flughafen mit der Buslinie 110.

## Fluggesellschaften und Ziele
Mit der Eröffnung des Flughafens Waskwowo im Jahr 1982 wurde dieser Sitz der Fluggesellschaft Btoroi Archangelski obedinjonny awijaotrjad (2-й Архангельский объединённый авиаотряд; deutsch Zweite vereinte Archangelsker Flugeinheit). Die Gesellschaft übernimmt neben dem Passagiertransport vor allem regionale Transportaufgaben, unter anderem für Ölfirmen und Arktisexpeditionen. Zudem gibt es einen regelmäßigen Flugverkehr zu den Solowezki-Inseln. Die Gesellschaft besitzt sowohl Hubschrauber (Mi-8 und Mi-26) als auch kleine Flugzeuge (An-2 und Let L-410).